# رومولد ماري
رومولد ماري (بالفرنسية: Romuald Marie)‏ (19 مايو 1988 في فرنسا - ) هو لاعب كرة قدم فرنسي في مركز الدفاع. لعب مع نادي النجم الأحمر سانت أوين ونادي كان وVendée Poiré-sur-Vie Football ‏.

## وصلات خارجية
- رومولد ماري على موقع رابطة كرة القدم الفرنسية للمحترفين (الإنجليزية)
- رومولد ماري على موقع قاعدة بيانات كرة القدم.إي يو (الإنجليزية)
- رومولد ماري على موقع ليكيب (الفرنسية)
- رومولد ماري على موقع Soccerway.com (الإنجليزية)